# Couronne (héraldique)

Le blason du Royaume de France : l'écu bleu avec trois fleur de lys d'or sommé de la couronne du roi de France.

La couronne est souvent considérée comme un emblème de souveraineté. Ses différentes représentations figurent sur la plupart des armoiries des monarchies du monde. Il arrive parfois que certaines républiques en usent, comme la Bulgarie ou Saint-Marin. En outre, certaines monarchies n'ont jamais eu de couronne physique mais juste une représentation héraldique, comme la Belgique, ou Monaco qui place tous les symboles en la figure du trône. 
Les couronnes sont également souvent utilisées comme des symboles de statut religieux ou de vénération, par des divinités (ou leur représentation en tant que statue) ou par leurs représentants, par exemple la couronne noire (ou coiffe noire) du Karmapa Lama, parfois utilisée comme modèle pour les dévots. 
Une couronne peut être une charge dans un blason, ou sommer l'écu pour signifier l'état de son propriétaire. La couronne royale qui montre une croix chrétienne signifie que son titulaire a le pouvoir et la protection directe de Dieu ; les couronnes portant des plumes d'oiseaux se réfèrent aux anciennes croyances, selon lesquelles les oiseaux ont des qualités divines comme des anges qui communiquent avec les mondes au-delà du ciel. En Italie, la couronne a des anneaux qui montrent les remparts de la ville, symboliquement, pour rappeler la fonction qu'avaient les murs protégeant la ville. Ainsi la couronne est un symbole de puissance et de protection reçu de quelqu'un ou de quelque chose qui signifie que le propriétaire de la couronne garantit puissance et protection.
Comme une charge héraldique, une couronne peut apparaître seule ou dans un groupe (comme sur les armoiries de la Suède), ou sur la tête d'un animal héraldique, en général un lion ou une aigle (comme sur les armoiries du Danemark et de la République tchèque).

## Preuve de rang
Si le porteur d'un blason a un quelconque titre nobiliaire, il peut afficher une couronne correspondant à son rang au-dessus de l'écu, généralement au-dessus du chef en héraldique européenne. 
Dans ce cas, l'apparition de la couronne suit un ensemble de règles strictes. Un blason royal peut afficher une couronne royale comme celle de la Norvège. Les armes avec manteaux princiers affichent une couronne princière et ainsi de suite jusqu'à la couronne murale qui est couramment affichée sur les armoiries des villes et de certaines républiques. D'autres républiques peuvent utiliser une  « couronne du peuple » ou omettre l'utilisation de couronnes. Les formes héraldiques des couronnes sont souvent inspirées des couronnes royales et princières réelles du pays.
Les navires et les autres unités de certaines marines de guerre ont une couronne navale au-dessus de l'écu de leurs armoiries. Similairement, les escadrons de certaines forces aériennes ont une couronne astrale au-dessus de l'écu de leurs armoiries.

## Systèmes héraldiques par pays

### Allemagne(après 1806)
| Empereur       | Impératrice | Prince héritier de l'Empire | Roi de Prusse               | Roi de Bavière      | Roi de Wurtemberg | Roi de Hanovre   | Grand-duc                | Duc              |
| chapeau de duc | Prince      | chapeau de prince           | Comte princier et Landgrave | Comte non médiatisé | Comte             | Baron - Freiherr | Chevalier et gentilhomme | noble sans titre |

Littérature : Göbl, Michael: Neuer Kronen-Atlas, Schleinbach 2009.

### Autriche
| Empereur | Archiduc | Grand-duc | Duc   | Prince           |
| Comte    | Baron    | Chevalier | Noble | noble sans titre |

### Belgique
| Roi   | Prince héritier | Prince | Duc       | Marquis |
| Comte | Vicomte         | Baron  | Chevalier | Ecuyer  |

### Canada
| Souverain (2023-...)  | Souverain (1952-2023)       | Souverain (1763-1952)   |
| Souverain (1534-1763) | Coronet loyaliste militaire | Coronet loyaliste civil |

### Danemark
| Roi     | Prince héritier | Prince | Duc   |
| Marquis | Comte           | Baron  | Noble |

### Espagne
| Roi   | Prince des Asturies | Infant | Grand d'Espagne | Duc     | Marquis |
| Comte | Vicomte             | Baron  | Seigneur        | Hidalgo | Héraut  |

### France

#### Héraldique civile
| Grande ville | Chef-lieu | Commune |

#### Héraldique royale
| Roi     | Dauphin       | Fils de France | Petit-fils de France | Prince du sang | Duc et pair | Duc      | Marquis et pair |
| Marquis | Comte et Pair | Comte          | Vicomte              | Vidame         | Baron       | Banneret | Chevalier       |

#### Héraldique napoléonienne
| Empereur (1804) | Empereur (1852) | Prince souverain |
| Prince          | Duc             | Comte            |
| Baron           | Chevalier       | Grand dignitaire |

### Italie

#### États italiens avant l'unification
| Royaume des Deux-Siciles     | Royaume de Piemont-Sardaigne | Royaume de Lombardie-Vénétie | Grand-duché de Toscane | Duchés de Parme et Modène |
| Royaume d'Italie (1805-1814) | République de Saint-Marin    | Etats pontificaux            | Doge de Venise         | Roi des Romains           |

#### Royaume d'Italie (1861-1946)
| Roi     | Prince de Piémont | Duc d'Aoste | Enfants du roi | prince | Duc       |           |
| Marquis | Comte             | Vicomte     | Baron          | Noble  | Chevalier | Patricien |

### Norvège
| Roi     | Reine | Prince héritier | Duc   |
| Marquis | Comte | Baron           | Noble |

### Pays-Bas
| Roi   | Enfants royaux | Prince | Duc       | Marquis |
| Comte | Vicomte        | Baron  | Chevalier | Écuyer  |

### Portugal

#### Héraldique civile
| Lisbonne | Ville | Village | Paroisse |

#### Héraldique nobiliaire
| Roi     | Prince du Brésil | Prince de Beira | Infant | Duc                |
| Marquis | Comte            | Vicomte         | Baron  | Chevalier /Fidalgo |

### Royaume-Uni
En anglais, le mot formel pour « couronne » (crown) est réservé au monarque alors que le mot coronet est utilisé pour tous les autres nobles.
Dans la pairie du Royaume-Uni, la couronne montre le rang de son propriétaire. La couronne d'un duc a huit feuilles de fraisier ; celle d'un marquis a quatre feuilles de fraisier et quatre perles ; celle d'un comte a huit feuilles de fraisier et huit perles soulevées sur tiges ; celle d'un vicomte a seize perles ; et celle d'un baron a six perles. Entre les années 1930 et 2004, les barons féodaux écossais ont obtenu un chapeau en tant qu'insigne de grade. Il est placé entre l'écu et le casque. Une personne habilitée à porter un casque héraldique l'affiche habituellement dans son blason au-dessus de l'écu et en dessous de la barre et de la crête, ce qui peut fournir une reconnaissance utile pour le propriétaire des armoiries.
Les membres de la famille royale britannique ont des couronnes sur leurs armoiries, et peuvent les porter lors des couronnements. Des règlements pris par le roi Charles II d'Angleterre en 1661, peu de temps après son retour d'exil, viennent arrêter la forme de ces couronnes :
| Roi (Angleterre) | Roi (Angleterre) | Roi (Écosse) | Empereur (Indes) | Prince de Galles | Enfants du roi autre que l'héritier apparent | Enfants du prince de Galles | Enfants des fils du roi           | Enfants des filles du roi |
| Duc              | Marquis          | Comte        | Vicomte          | Baron            | Barons féodaux                               | Chevalier                   | Roi d'armes de la Jarretière (en) | Roi d'armes Lord Lyon     |

### Russie
| Empereur  | Roi de Pologne | Grand-duc de Finlande | Tsar (couronne de Monomaque) |       |
| Grand-duc | Prince         | Comte                 | Baron                        | Noble |

### Saint-Empire romain germanique
| Empereur      | Roi des Romains | Roi de Bohême | Archiduc | Grand-duc                | Prince-électeur     |
| Duc de Styrie | Prince          | Comte         | Baron    | Chevalier et noble libre | noblesse sans titre |

### Suède
| Roi | Prince héritier | Duc | Comte | Baron | Noble |

### Empire du Brésil
| Empereur | Prince impérial | Prince  | Duc   |
| Marquis  | Comte           | Vicomte | Baron |

### Chili
| Héraldique civile (communes) |

### Autres pays
| Bahreïn    | Bhoutan | Brunei          | Bulgarie | Cambodge | Empire centrafricain    | Croatie   | Égypte  | Éthiopie            |
| Grèce      | Hongrie | Irak            | Iran     | Jordanie | Luxembourg              | Maroc     | Mexique | Monaco              |
| Monténégro | Népal   | Sultanat d'Oman | Pologne  | Roumanie | Serbie puis Yougoslavie | Thaïlande | Tonga   | Vatican/Saint-Siège |